# Князька
Князька (Князьок) — річка в Україні, у Шполянському районі Черкаської області. Ліва притока Шполки (басейн Південного Бугу).

## Опис
Довжина річки приблизно 9 км.

## Розташування
Бере початок у селі Скотареве. Тече переважно на північний схід через Васильків і впадає у річку Шполку, ліву притоку Гнилого Тікичу. 
Біля витоку річку перетинає автошлях Т 2409. У пригирловій частині річку перетинає залізниця. На правому березі річки розташована станція Васильків.